# Antonio da Montefeltro (1445-1500)
Antonio da Montefeltro (Urbino, 19 aprile 1445 – Gubbio, 15 agosto 1500) è stato un condottiero italiano.

Stemma della famiglia Da Montefeltro

Fu il figlio naturale del Duca Federico III da Montefeltro, nato spurio e poi legittimato per volontà del padre da Papa Niccolò V, con Bolla pontificia del 1448.

## Biografia
Antonio da Montefeltro, signore di Cantiano, nacque ad Urbino nel 1445 e dopo la morte prematura di suo fratello Buonconte da Montefeltro, avvenuta a Sarno nel 1458 a causa della peste, ereditò da lui il titolo di conte e signore di Cantiano, divenendo anche il primogenito tra i figli di Federico da Montefeltro; fu allevato alla corte feltresca da Gentile Brancaleoni, prima moglie di suo padre Federico, che lo trattò come se fosse figlio suo, ed ebbe come precettore lo zio, Ottaviano Ubaldini della Carda. Quando Federico, dopo la morte di Gentile Brancaleoni si risposò con Battista Sforza, vista la loro vicinanza di età, Antonio fu per lei quasi un fratello e fu determinante per il suo felice inserimento a corte.

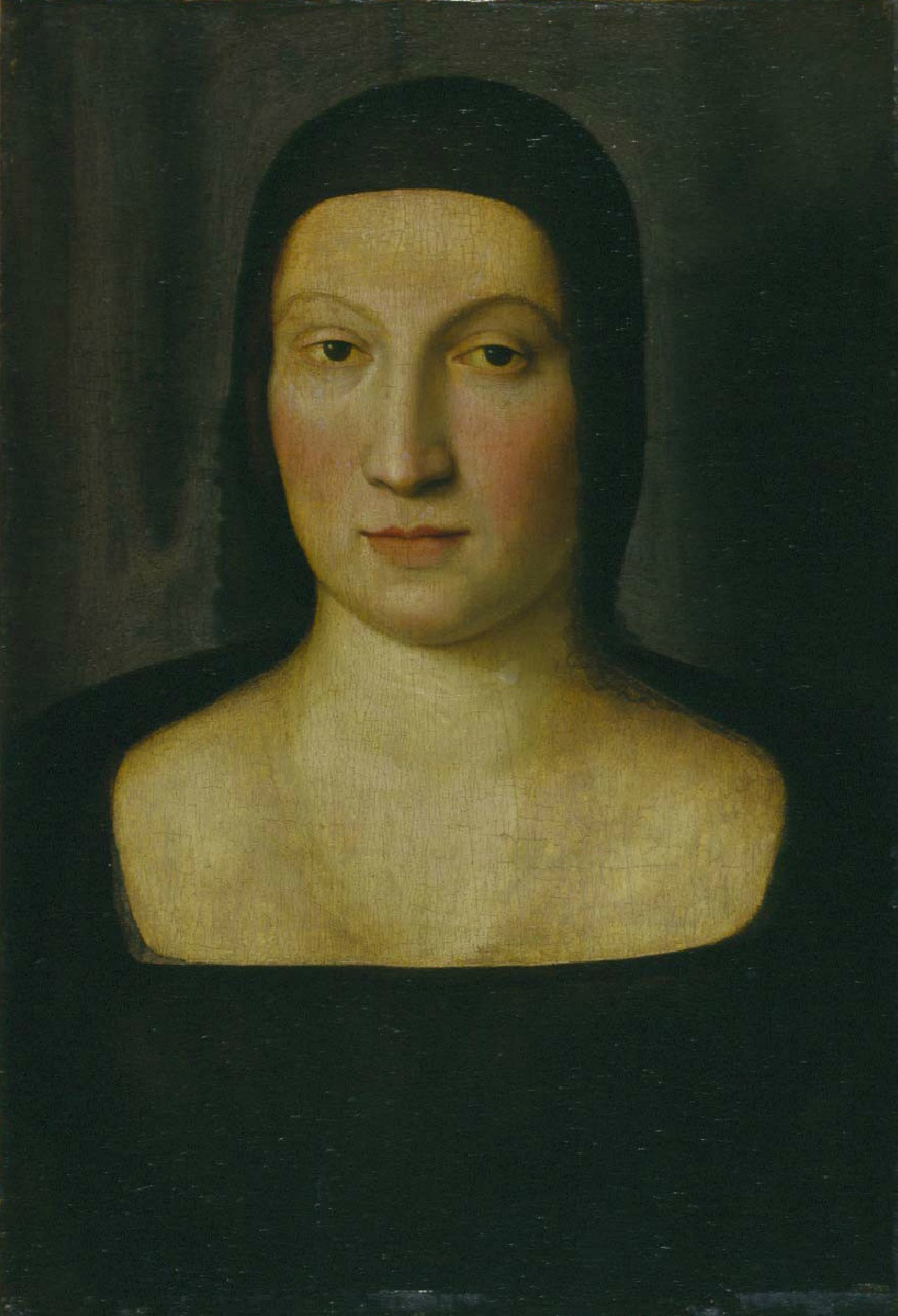
Ritratto di Emilia Pia da Montefeltro, opera di Raffaello eseguita nel 1505

### Formazione, carriera militare e vita pubblica
Antonio abbandonò gli studi nel 1464 per esercitare il mestiere delle armi; Federico - sostenuto da suo fratello, il Conte Ubaldini, che voleva fare di Antonio un uomo di lettere - inizialmente avversò questa decisione; poi però, vedendo la dedizione e le notevoli capacità fisiche e strategiche del figlio, decise di avallare la volontà di Antonio e seguire personalmente la sua formazione militare, assumendolo tra i suoi scudieri. Antonio seguì così Federico in tutte le successive condotte e vicende militari del Ducato. Antonio affiancò il padre contro i pontifici comandati da Alessandro Sforza e venne incaricato da Federico di muovere in soccorso di Roberto Malatesta. Nell'agosto del 1470, partecipò, sempre con Federico, alla battaglia di Mulazzano in Emilia-Romagna; il padre, vedendo le sue abilità in battaglia, lo nominò sul campo suo Luogotenente. Nel 1472 ebbe parte all'assedio e alla successiva presa di Volterra come Luogotenente del padre Federico che gli assegnò il comando dei balestrieri a cavallo.
Assunto ormai un ruolo di primo piano nello Stato, nel settembre 1471 si recò nell'Urbe in visita ufficiale presso il Palazzo Apostolico insieme ad Ottaviano Ubaldini della Carda, per rendere omaggio al Papa Sisto IV appena eletto, in rappresentanza del padre Federico.
Nel 1473 ottenne da Federico il Rettorato di Sant'Agata Feltria, che governò fino al 1500.
Nel 1474 si portò a Napoli al seguito del padre. Alfonso V d'Aragona lo armò solennemente cavaliere e gli concesse, insieme a Federico, l'Ordine dell'Ermellino.
Nello stesso anno, seguì Federico a Roma in visita al Papa, presso la Corte Pontificia. Sisto IV concesse ad entrambi l'Ordine di San Pietro, conferito loro dallo stesso Pontefice nella Basilica Vaticana il 29 giugno 1474.

### Matrimonio e affetti familiari
Il 19 marzo 1487 sposò Emilia Pio di Savoia, figlia di Marco II Pio (?-1493), di Giberto (?-1466), e di Alda Da Polenta, del quale fu, per un decennio, anche capitano delle armi.
Nella vita fu molto legato al fratello Guidobaldo, erede del padre e terzo Duca d'Urbino, per il quale - dopo la morte di Federico avvenuta nel 1482 - fu un secondo padre. 
Insieme al conte Ottaviano Ubaldini della Carda, fu protettore di Guidobaldo e vigilò affinché potesse giungere serenamente ad assumere le redini del Ducato.
Fino a quando Guidobaldo non fu sufficientemente indipendente, Antonio difese i confini del Ducato, assumendo pro tempore, come Comandante Generale della Compagnia Feltria - sembra per volontà dello stesso Federico - il comando dell'esercito del Ducato.

### Decesso
Morì a Gubbio, probabilmente di sifilide, chiamata allora mal francese, nell'agosto del 1500. Fu tumulato nella cappella del suo Castello a Cantiano.

## Discendenza
Dopo la sua morte la moglie, Emilia Pio (nota soprattutto come Emilia Pia Montefeltro), divenne una delle più strette amiche e confidenti della cognata, la duchessa Elisabetta Gonzaga. La nobildonna visse pertanto esclusivamente dividendosi tra Urbino e Cantiano e occupandosi dell'amministrazione del suo castello, dove morì nel 1528: fu sepolta accanto alle spoglie del marito. La coppia non ebbe figli.

## Ascendenza
|                               |   |                          | Genitori |  |  | Nonni |  |  | Bisnonni                  |  |  | Trisnonni                  |  |
|                               |   |                          |          |  |  |       |  |  | Antonio II da Montefeltro |  |  | Federico II da Montefeltro |  |
|                               |   |                          |          |  |  |       |  |  | Antonio II da Montefeltro |  |  | Federico II da Montefeltro |  |
|                               |   | Teodora Gonzaga          |          |  |  |       |  |  | Antonio II da Montefeltro |  |  |                            |  |
| Guidantonio da Montefeltro    |   |                          |          |  |  |       |  |  | Antonio II da Montefeltro |  |  |                            |  |
|                               |   | Agnesina di Vico         | …        |  |  |       |  |  |                           |  |  |                            |  |
|                               |   | Agnesina di Vico         | …        |  |  |       |  |  |                           |  |  |                            |  |
|                               |   | Agnesina di Vico         | …        |  |  |       |  |  |                           |  |  |                            |  |
| Federico da Montefeltro       |   | Agnesina di Vico         |          |  |  |       |  |  |                           |  |  |                            |  |
|                               |   | Guido Paolo Accomanducci | …        |  |  |       |  |  |                           |  |  |                            |  |
|                               |   | Guido Paolo Accomanducci | …        |  |  |       |  |  |                           |  |  |                            |  |
|                               |   | Guido Paolo Accomanducci | …        |  |  |       |  |  |                           |  |  |                            |  |
| Elisabetta degli Accomanducci |   | Guido Paolo Accomanducci |          |  |  |       |  |  |                           |  |  |                            |  |
|                               |   | ?                        | …        |  |  |       |  |  |                           |  |  |                            |  |
|                               |   | ?                        | …        |  |  |       |  |  |                           |  |  |                            |  |
|                               |   | ?                        | …        |  |  |       |  |  |                           |  |  |                            |  |
| Antonio da Montefeltro        |   | ?                        |          |  |  |       |  |  |                           |  |  |                            |  |
|                               | … | …                        |          |  |  |       |  |  |                           |  |  |                            |  |
|                               | … | …                        |          |  |  |       |  |  |                           |  |  |                            |  |
|                               | … | …                        |          |  |  |       |  |  |                           |  |  |                            |  |
| …                             | … |                          |          |  |  |       |  |  |                           |  |  |                            |  |
|                               |   | …                        | …        |  |  |       |  |  |                           |  |  |                            |  |
|                               |   | …                        | …        |  |  |       |  |  |                           |  |  |                            |  |
|                               |   | …                        | …        |  |  |       |  |  |                           |  |  |                            |  |
| …                             |   | …                        |          |  |  |       |  |  |                           |  |  |                            |  |
|                               |   | …                        | …        |  |  |       |  |  |                           |  |  |                            |  |
|                               |   | …                        | …        |  |  |       |  |  |                           |  |  |                            |  |
|                               |   | …                        | …        |  |  |       |  |  |                           |  |  |                            |  |
| …                             |   | …                        |          |  |  |       |  |  |                           |  |  |                            |  |
|                               |   | …                        | …        |  |  |       |  |  |                           |  |  |                            |  |
|                               |   | …                        | …        |  |  |       |  |  |                           |  |  |                            |  |
|                               |   | …                        | …        |  |  |       |  |  |                           |  |  |                            |  |
|                               |   | …                        |          |  |  |       |  |  |                           |  |  |                            |  |